# Conquista francesa de Marruecos
La campaña de Marruecos, conquista de Marruecos, pacificación de Marruecos o guerra de Marruecos fue una guerra colonial militar y política entre Francia y las Tribus de Marruecos que tuvo lugar en el protectorado francés de Marruecos, actual Marruecos, de 1907 a 1934.

## Antecedentes

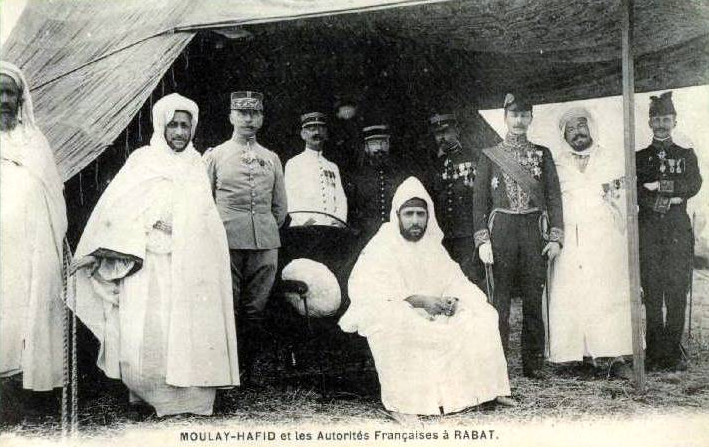
Sultan Moulay Hafid, Mohammed el Mokri, Mohamed Ben Bouchta El Baghdadi, Si Kaddour Benghabrit, General Lyautey y General Moinier, 8 de agosto de 1912.

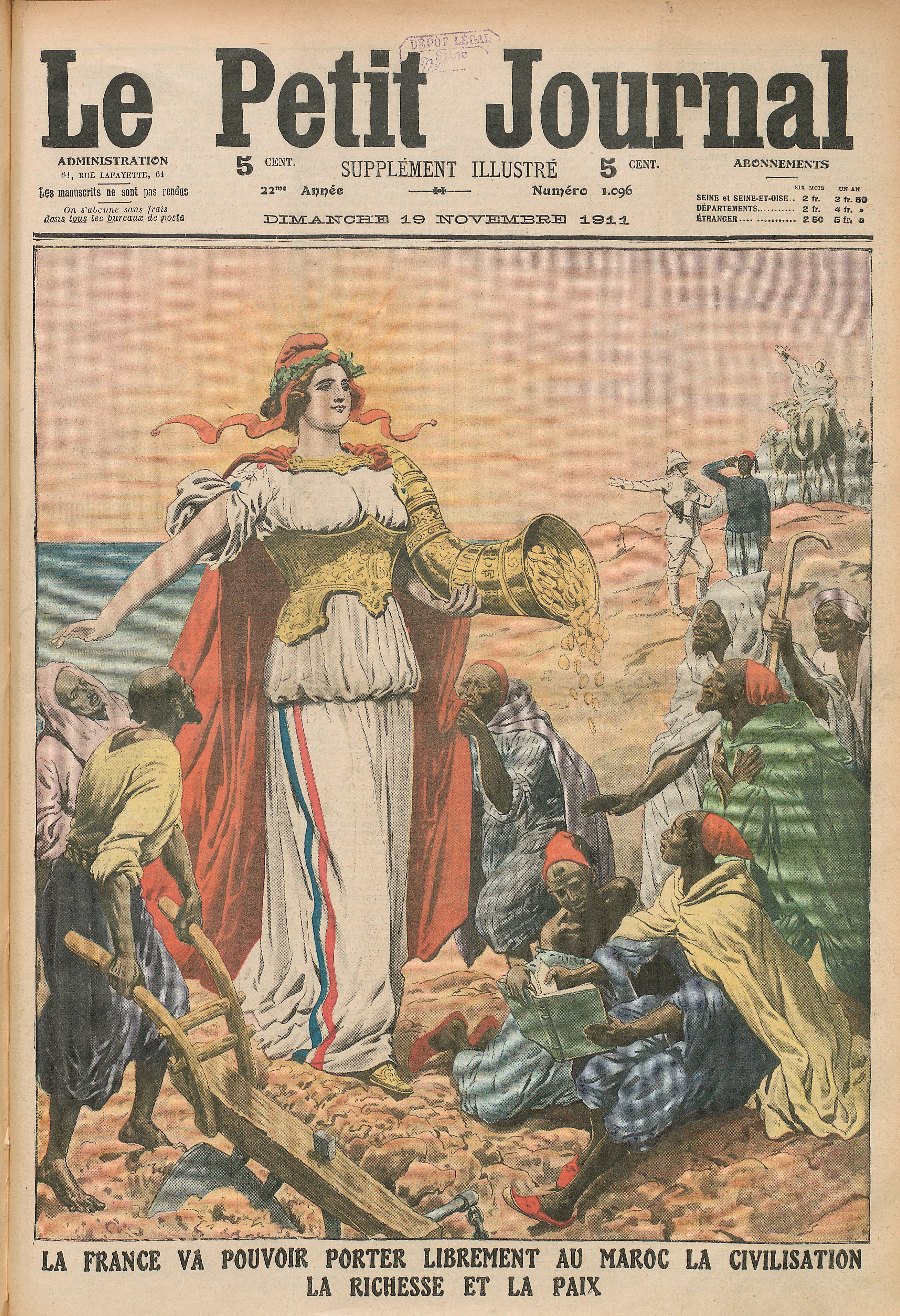
Propaganda colonial: "Francia podrá traer libremente la civilización, la riqueza y la paz a Marruecos".

El Imperio jerifiano perdió la soberanía directa sobre su territorio por la Conferencia de Madrid de 1880, que colocó el reino bajo control internacional. La derrota militar definitiva fue la batalla de Isly (1844) ante Francia durante la guerra de Marruecos. 
A partir de 1901, la región mitad llana y mitad montañosa de Chaouia experimentó una fuerte rebelión contra el sultán, incluso antes de la llegada de los franceses. Además, a partir de 1904 se produjeron enfrentamientos en la frontera argelino-marroquí.
La primera crisis marroquí de  31 de marzo de 1905, propiciada por emperador alemán Guillermo II, precipitó el dominio absoluto de Francia sobre el Imperio jerifiano. En este momento, Francia era aliado de Reino Unido y del Reino de Italia. 
A partir de ese momento se da la circunstancia del control europeo dentro del contexto de luchas de poder entre las potencias europeas (Francia-Alemania), el deseo de recuperar la soberanía del sultán y la resistencia e intereses particulares de las poblaciones. 

## Desarrollo
El sultán Moulay Abdelaziz fue apoyado por las potencias hostiles a Francia, en particular por el Imperio Alemán. En marzo de 1907, el doctor Émile Mauchamp fue linchado en Marrakech, por las sospechas de ser un agente de espionaje de Francia. La respuesta francesa fue el envío a Marruecos de la división de Orán del general Lyautey para ocupar Oujda (10 de diciembre de 1907) , y la región de Chaouïa (al oeste). 
Con la ayuda de Thami El Glaoui (bajá de Marrakech ), Abd al-Hafid se proclamó entonces sultán de Marruecos y depuso a su hermano mayor Moulay Abdelaziz que, acusado de ser demasiado conciliador con los europeos, fue destituido y expulsado por la población de Marruecos. 
La conferencia de Algeciras puso la economía marroquí bajo control franco-español. La segunda crisis marroquí o golpe de Agadir (1911), dejó a Marruecos bajo control diplomático y geopolítico francés.  Además, las divisiones internas en el sultanato entre Abd al-Aziz de Marruecos y Abd al-Hafid favorecieron la injerencia extranjera. En 1911 el control político de Abd al-Hafid era muy débil. En este momento se vio asediado en Fez por levantamientos populares y solicitó la ayuda francesa. El 23 de junio de 1911 el general Moinier derrotó a Maa El Ainine al frente de un ejército de 23 000 hommes y liberó al sultán. La situación es irreversible y desemboca en el Tratado de Fez del 30 de marzo de 1912 que convierte a Marruecos en un protectorado francés, un régimen tutelar pero cuyo sultán y makhzen se mantienen como elementos simbólicos del Imperio Jerifiano. Moulay Abd al-Hafid abdica en favor de su medio hermano Moulay Youssef .
En esa fecha, Francia ya ocupaba el este de Marruecos desde Oujda a Figuig hasta Guercif y Tafilalet en el interior del país, y la costa atlántica, desde Mogador a Rabat hasta la llanura del Algarbe (noroeste) además a una serie de puestos escalonados entre Rabat y Fez y la frontera argelino-marroquí considerados como base de retaguardia para el avance de las tropas coloniales.

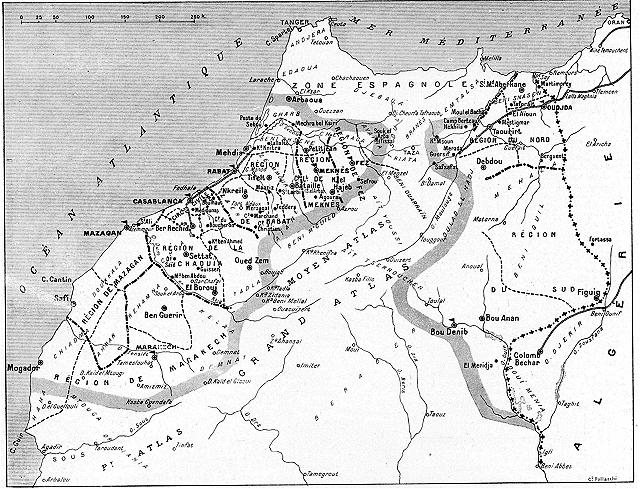
Estado de la ocupación de Marruecos en 1913. La banda gris indica el límite extremo, al este y al oeste, de la acción militar francesa hasta la fecha. Entre las dos franjas, las regiones del Medio Atlas del Gran Atlas y el Pequeño Atlas aún no están sometidas. Al norte se extiende la zona española.

### Etapas de la guerra

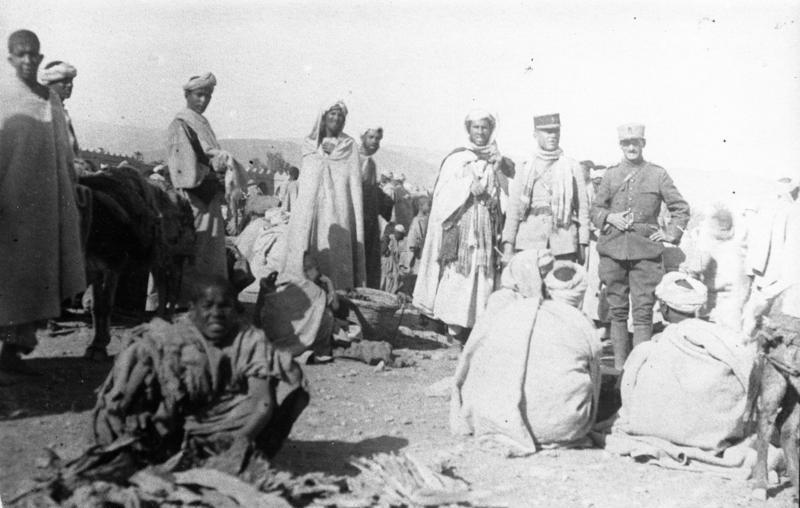
Legión Extranjera Francesa durante la guerra de Marruecos (1920)

La proclamación del protectorado supuso una importante labor de conquista y ocupación. El proceso evolucionó principalmente en tres fases distribuidas entre las llanuras, las zonas montañosas y la estepa.

#### Período 1907-1914

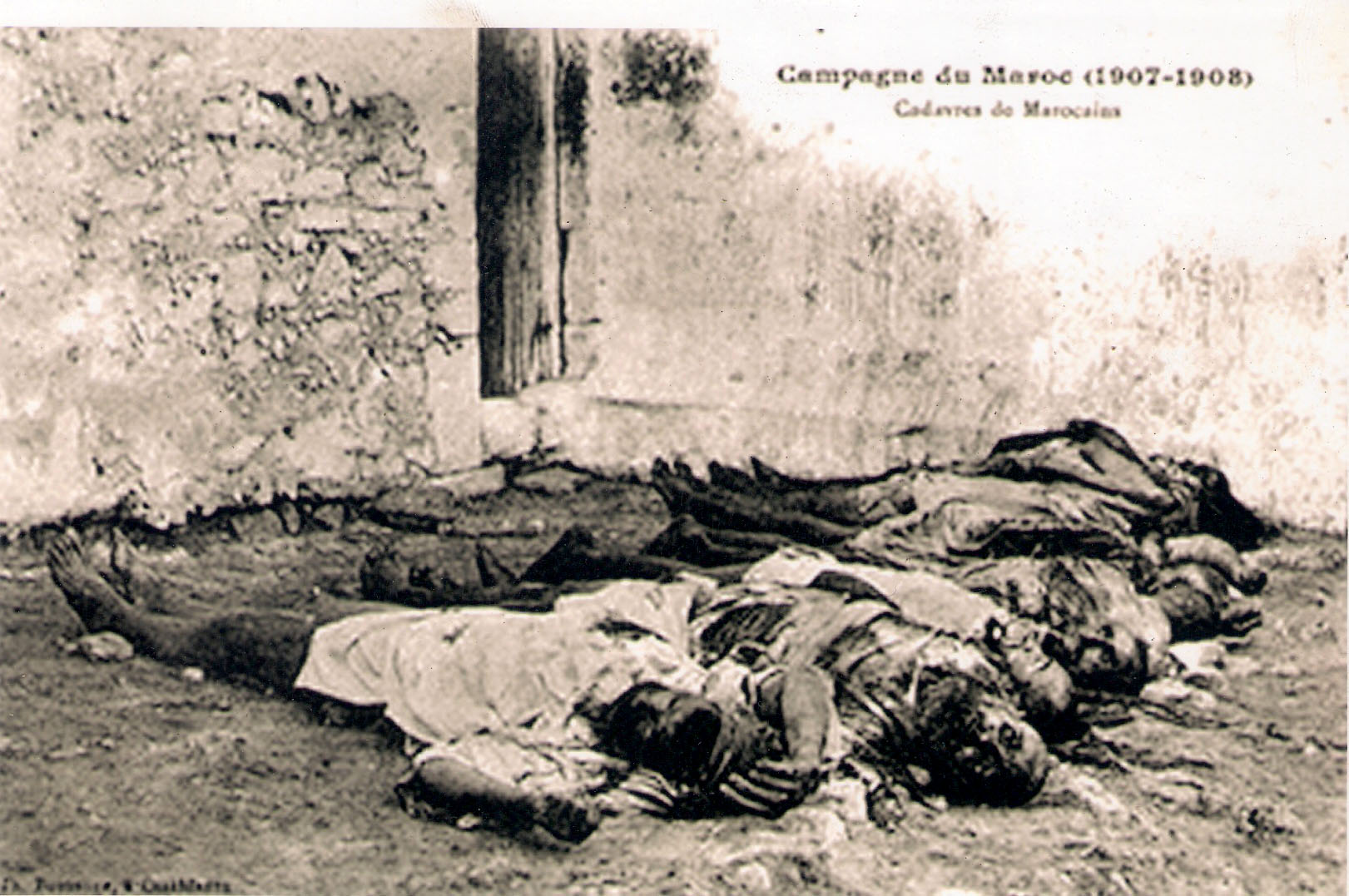
Postal con cadáveres de marroquíes durante la campaña de 1907-1908

La guerra de Chaouïa, inicialmente librada entre el sultán y la población rebelde en 1901, y después entre la población indígena y Francia, tuvo lugar de 1907 a 1914.

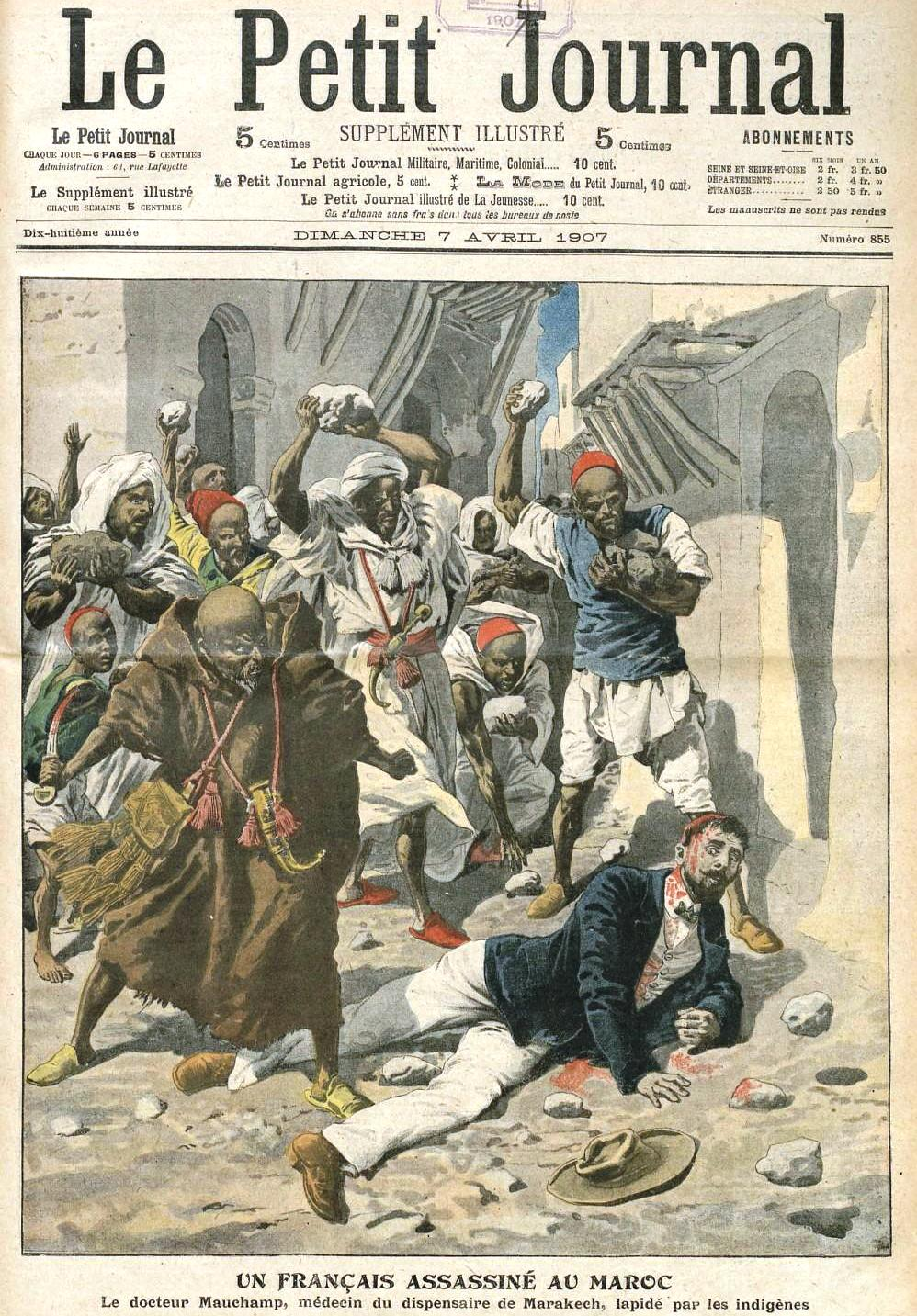
Asesinato del D Mauchamp en Marrakech. Le Petit Journal (7 de abril de 1907)

Tras los disturbios de Fez del 17 de abril de 1912, Lyautey se comprometió a restablecer el orden, desoyendo las instrucciones de las autoridades coloniales de evacuar el interior del país y mantener sólo las ciudades costeras. Además, la abdicación del sultán Moulay Hafid y la sucesión de Moulay Youssef dieron un paso al afianzamiento de un Estado con estructuras modernas.
El 6 de septiembre de 1912, el coronel Charles Mangin derrotó a Ahmed al-Hiba, apodado el sultán azul que había ocupado Marrakech a la cabeza de 10 000 rebeldes en la Batalla de Sidi Bou Othmane .
Además, bajo el liderazgo de Lyautey, el ejército francés luchó contra las tribus marroquíes rebeldes que escaparon de la autoridad Makhzen. Esta ofensiva fue apoyada por el equipo de la 1er regimiento de artillería de montaña, desembarcado en Casablanca el 13 de septembre de 1913, y por 4 aviones Blériot XI. La campaña discurrió con la derrota de la resistencia a la ocupación francesa: Mediouna  (27 de septiembre), Oued Zem (14 de noviembre), Tadla, Beni Mellal (Sidi Ali ben Brahim del 27 al 29 de abril de 1914), El Kssiba (8 de abril), con la victoria del coronel Gueydon de Dives frente a los líderes resistentes de la Ouirra Mouha Ou Saïd Ouirra y Mouha ou Hammou Zayani, el rey de las montañas y finalmente Jenifra (13 de junio), Tadla y Bejaad.

#### Período 1914-1916
El 16 de mayo de 1914, los generales Lyautey, Gouraud y Baumgarten planearon una marcha a dos columnas sobre Taza, con la participación del segundo teniente Alphonse Juin. El objetivo consistía en unir los frentes franceses entre el oeste y el este de Marruecos.

#### 1920
En 1920, la captura de Khenifra puso fin al peligro de los Zayans. Según Lyautey, estos nunca habían sido sometidos bajo ninguna civilización desde los romanos a los sultanes de Marruecos.
El líder amazigh Hassan ben Mohammed Amahzoune hijo de Mouha Ou Hammou Zayani Mouha Ou Hammou presentó su rendición ante los franceses y murió en 1921 circunstancias nunca resueltas.

#### Período 1921-1926
En 1921, las tribus rifeñas de la sierra norte de Marruecos se rebelaron contra el protectorado español de Marruecos e infringieron a los españoles la derrota en Annual . Después de un período de neutralidad, Francia se unió a España para luchar contra la república del Rif. La alianza franco-española obligó al líder rifeño, Abdelkrim, a rendirse el 30 de mayo de 1926 .

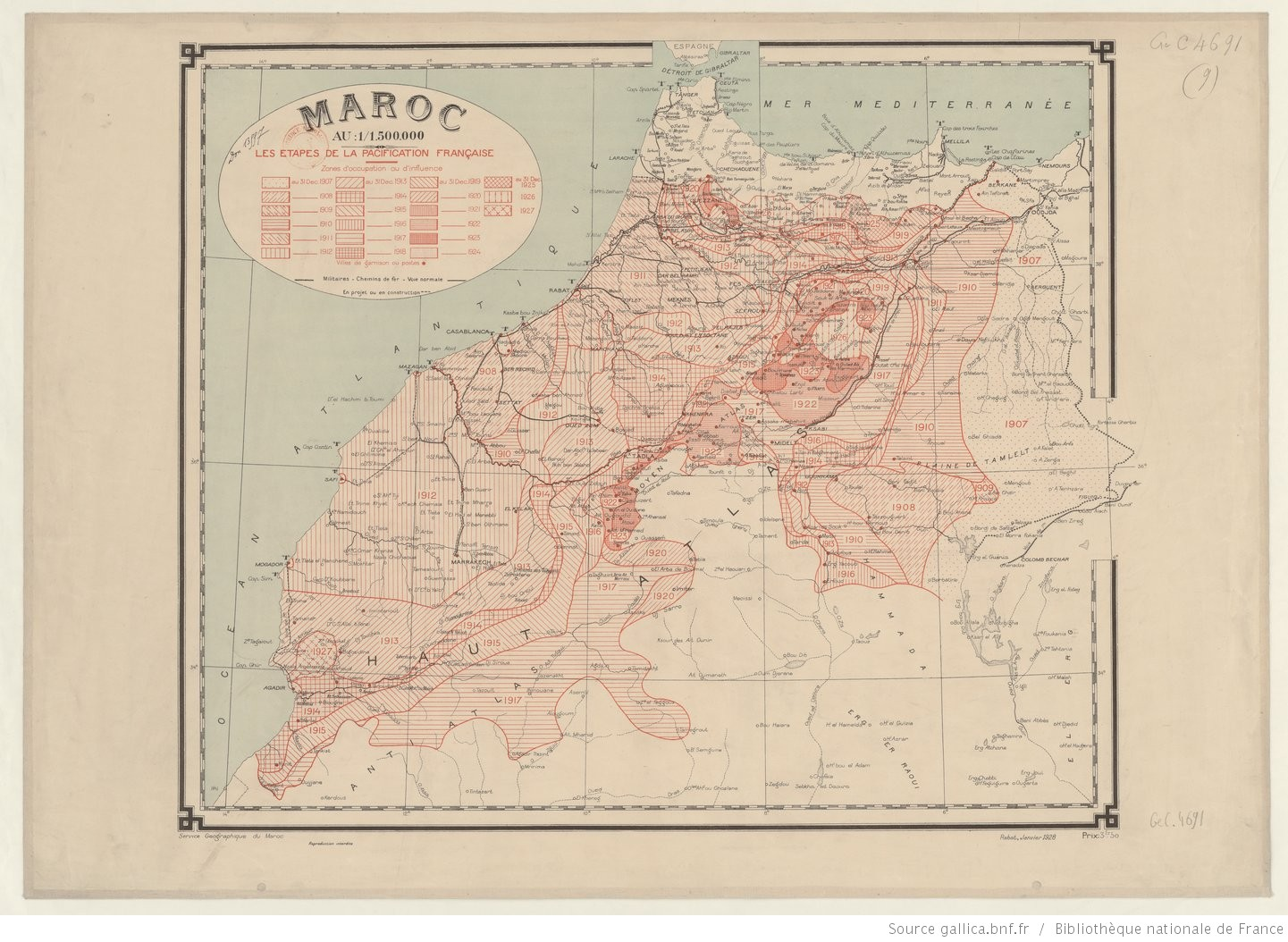
Pacificación de Marruecos entre 1907 y 1927.

#### Período 1932-1934

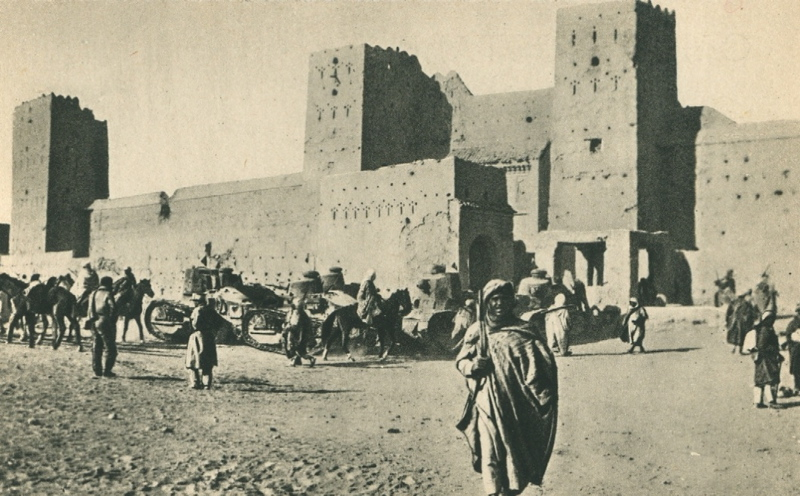
Tanques franceses en Goulmima, 1930.

En este periodo se acometió la pacificación de los últimos focos insurrectos en el Alto Atlas, una operación militar compleja dada la dificultad geofísica del terreno. En este contexto, ciertas fechas se toman como puntos de referencia.
- En 1932 tuvo lugar la Batalla de Tazizaoute .
- En 1932, Belkacem N'Gadi — jefe, temido tanto por su crueldad como por su valentía, originario de los Ouleds sidi belkasem Azaroual de los Angad, una tribu de la región al oeste de Oujda — es expulsado de Tafilalet por el general Henri Giraud .
- Del 13 février 1933 al 25 mars 1933, la batalla de Bougafer y la sumisión de Assou Oubasslam, evento que marcó el fin de la resistencia del Alto Atlas. Los soldados que participaron son los Generales Despass, Tarrit, Georges Spillmann, Chardon y el General Catroux.
- Por su parte, los Ait Hdidou infligieron la última derrota a las tropas coloniales antes del final de esta guerra de sumisión (1934); fue la batalla de Msedrid (Msdrid) el 1 de mayo de 1933.
- La Campaña Anti-Atlas, del 20 de febrero al 10 de marzo de1934.[12][13][14][15]

El gobierno de Édouard Daladier estaba preocupado por la situación en Alemania desde 1933, por lo que urgió a la resolución de la campaña del Anti-Atlas para impedir el movimiento de los rebeldes hacia el protectorado español y asegurar la disponibilidad del ejército en tierra francesa. Sin embargo, las tribus contaban con 40 000 efectivos con conocimientos de guerra de guerrillas. 
El general Antoine Jules Joseph Huré empleó tácticas de guerra avanzadas apoyadas en movimiento y la velocidad, con tropas motorizadas, aviación y comunicación por radioenlaces. Francia empleó 35.000 hombres, 500 véhicules incluidos cien vehículos blindados, 10 500 montures y 8 escuadrones o cien aviones, principalmente Potez 25 TOE, la mayor concentración de tropas desde la guerra del Rif.
Las operaciones se dividieron entre el grupo de operaciones occidental del general Georges Catroux, el grupo del general Henri Giraud, el del coronel Maratuech y el del coronel Trinquet, que concentraba la mayoría de unidades motorizadas. El grupo Trinquet desestabilizó la retaguardia con el apoyo de las unidades motorizadas y la aviación, y se logró la rendición de las tribus del Anti-Atlas ante Maratuech. Las tropas del general Huré lograron en tres semanas someter a 200 000 personas en 30 000 km2  de terreno montañoso y apoderarse 25 000 fusiles. 
Giraud, comandante de la Frontera argelino-marroquí, creada provisionalmente en febrero de 1934, puso fin a la resistencia del sur.